# Krandegan (Kebonsari)
Krandegan is een bestuurslaag in het regentschap Madiun van de provincie Oost-Java, Indonesië. Krandegan telt 3760 inwoners (volkstelling 2010).